# AN/SPS-64

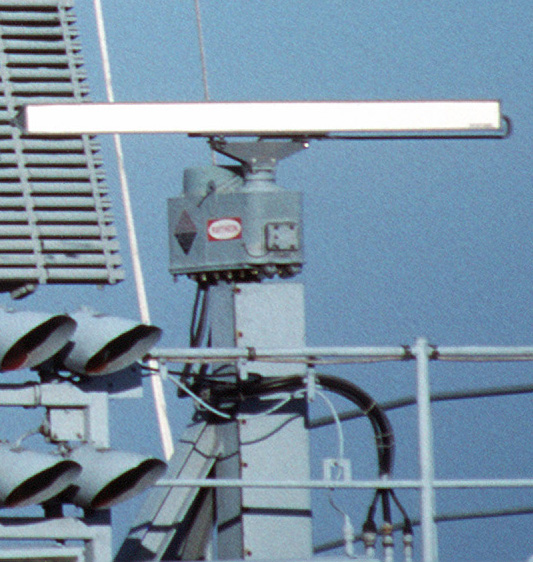
AN/SPS-64(V)9

Das AN/SPS-64 (JETDS-Bezeichnung) ist primär ein Navigationsradar mittlerer Reichweite. Es wird von dem US-Konzern Raytheon produziert. Eingesetzt wird es hauptsächlich von der US Navy, der US Army und von der US Coast Guard.

## Beschreibung
Das SPS-64 wird in insgesamt 18 Varianten gefertigt, die sich lediglich in der Form der Antenne und der Sendeleistung unterscheiden. Alle Versionen sind in der Lage, bis zu 20 Ziele gleichzeitig zu verfolgen, wobei dies neben Oberflächenzielen auch Luftziele sein können. Die kommerzielle Version wird unter dem Namen „Pathfinder“ geführt.

## Varianten
Einige Varianten wurden zusammengefasst, da nur geringfügige Unterschiede zwischen ihnen bestehen. Die Leistungsdaten werden in folgendem Format dargestellt: Impulsleistung ; Frequenzband ; Benutzer innerhalb der US-Streitkräfte.
- AN/SPS(V)1-3: 20 kW ; I/J-Band ; Coast Guard
- AN/SPS(V)4: 20 kW ; I/J-Band ; Coast Guard *
- AN/SPS(V)5: 20 kW; variabel ; Army
- AN/SPS(V)6: 50 kW ; I/J-Band ; Coast Guard *
- AN/SPS(V)7-8: 20 kW ; I/J-Band ; Coast Guard
- AN/SPS(V)9: 20 kW ; I/J-Band ; Navy
- AN/SPS(V)10-11: 20 kW ; I/J-Band ; Coast Guard
- AN/SPS(V)12-14: 10 kW ; I/J-Band ; Army
- AN/SPS(V)15: 50 kW ; I/J-Band ; Navy
- AN/SPS(V)16: 50 kW ; I/J-Band ; Army
- AN/SPS(V)17: 60 kW ; E/F-Band ; Army
- AN/SPS(V)18: 50 kW ; I/J-Band ; Navy

* Variante verfügt über einen zusätzlichen E/F-Band-Transmitter mit 60 kW Impulsleistung

## Plattformen
- Arleigh-Burke-Klasse
- Chakri Naruebet
- Frankenthal-Klasse
- Harpers-Ferry-Klasse
- Osprey-Klasse
- Tarawa-Klasse
- Ticonderoga-Klasse
- Wasp-Klasse
- Whidbey-Island-Klasse

## Technische Daten
- Antennengewicht: 63,4 - 150 kg
- Antennenhöhe: 1,2 - 3,6 m
- Frequenzbereich: 2 - 4 GHz (E/F-Band) oder 8 - 20 GHz (I/J-Band)
- Impulsleistung:
  - I/J-Band: 10, 25 oder 50 kW
  - E/F-Band: 60 kW
- Öffnungswinkel:
  - Horizontal: 1,25°
  - Vertikal: 22,0°
- Impulsfolgefrequenz: 900, 1800 oder 3600 Hz
- Sendezeit: 0,06; 0,5 oder 1 µs
- Antennenumlaufzeit: 1,8 s
- Antennengewinn: 28 dB
- Reichweite: 93 km